# Dammartin-en-Serve
Pour les articles homonymes, voir Dammartin.
Dammartin-en-Serve est une commune française située dans le département des Yvelines en région Île-de-France.
Elle fait partie de la communauté de communes du Pays Houdanais.

## Géographie

### Localisation
La plus grande ville aux alentours de Dammartin-en-Serve est Mantes-la-Jolie à une quinzaine de kilomètres au nord.

#### Communes limitrophes
| Longnes            | Le Tertre-Saint-Denis Flacourt | Boinvilliers |
|                    | Dammartin-en-Serve             |              |
| Flins-Neuve-Église |                                | Montchauvet  |

### Hydrographie
La commune de Dammartin-en-Serve est bordée par le ru d'Houville (ou ru d'Ouville), au sud du village, frontière naturelle avec les autres communes de Montchauvet et Tilly.
Ce cours d'eau est un affluent de la Vaucouleurs qui se jette dans la rive gauche de la Seine.
Il existe également :
- plusieurs mares dont la plus grande est nommée la Mare aux Prévots (en direction de Longnes),
- quelques rares anciens puits en forme d'entrée de serrure (margelle au niveau du sol percée d'une volée de marches).

### Géologie et relief
Dammartin-en-Serve est située sur un plateau raviné au sud par le ru d'Ouville (creux de vallée à environ 80 m d'altitude) et montant au nord en pente douce jusqu'à l'altitude de 168 m sur le Tertre de Dammartin (butte sableuse). L'altitude moyenne du centre-ville est de 131 m.
La commune s'étend sur une grande zone argileuse en dessous de laquelle se succèdent des calcaires et des sables riches en fossiles.
Elle fait partie de la région naturelle et agricole du Drouais.

### Transports et voies de communication

#### Réseau routier
Dammartin-en-Serve est traversée par la route départementale 11, qui la relie :
- à la route départementale 983, au niveau de Septeuil, à l'est, donnant accès à Mantes et Houdan.
- à Longnes et Bréval au nord-ouest.

La route départementale 170, traverse également le village, selon un axe nord-est sud-ouest, le reliant à Boinvilliers et Vert au nord, et à Flins-Neuve-Église et Tilly au sud.
La route départementale 928 traverse le territoire au nord, séparant le bourg et le hameau du Tertre de Dammartin, et permettant l'accès à Mantes-la-Jolie et à l'autoroute A13.
Enfin, un réseau secondaire de type route communale fait le lien entre le bourg et les lieux dits et hameaux (C1 et C2 pour rejoindre le hameau du Tertre et la route départementale 928 par exemple).

#### Bus
La commune est desservie par la ligne 5332 du réseau de bus Centre et Sud Yvelines et par les lignes 88A, 89, 90, 91 et 7825 du réseau de bus du Mantois.

### Climat
Pour des articles plus généraux, voir Climat de l'Île-de-France et Climat des Yvelines.
En 2010, le climat de la commune est de type climat océanique dégradé des plaines du Centre et du Nord, selon une étude du CNRS s'appuyant sur une série de données couvrant la période 1971-2000. En 2020, Météo-France publie une typologie des climats de la France métropolitaine dans laquelle la commune est exposée à un climat océanique et est dans la région climatique Sud-ouest du bassin Parisien, caractérisée par une faible pluviométrie, notamment au printemps (120 à 150 mm) et un hiver froid (3,5 °C).
Pour la période 1971-2000, la température annuelle moyenne est de 10,5 °C, avec une amplitude thermique annuelle de 14,2 °C. Le cumul annuel moyen de précipitations est de 674 mm, avec 11,3 jours de précipitations en janvier et 8,2 jours en juillet. Pour la période 1991-2020, la température moyenne annuelle observée sur la station météorologique la plus proche, située sur la commune de Magnanville à 9 km à vol d'oiseau, est de 11,6 °C et le cumul annuel moyen de précipitations est de 641,5 mm,. Pour l'avenir, les paramètres climatiques de la commune estimés pour 2050 selon différents scénarios d'émission de gaz à effet de serre sont consultables sur un site dédié publié par Météo-France en novembre 2022.

## Urbanisme

### Typologie
Au 1er janvier 2024, Dammartin-en-Serve est catégorisée bourg rural, selon la nouvelle grille communale de densité à sept niveaux définie par l'Insee en 2022.
Elle est située hors unité urbaine. Par ailleurs la commune fait partie de l'aire d'attraction de Paris, dont elle est une commune de la couronne,. Cette aire regroupe 1 929 communes,.

### Occupation des solssimplifiée
Le territoire de la commune se compose en 2017 de 95,01 % d'espaces agricoles, forestiers et naturels, 1,65 % d'espaces ouverts artificialisés et 3,35 % d'espaces construits artificialisés.

## Toponymie
Le nom de la localité est attesté sous les formes Domus Martinus au XIe siècle, Domnus Martinus au XIIIe siècle.
Dammartin est un hagiotoponyme caché. D'après les archives locales, le nom de la commune vient certainement de son patron saint Martin et procède du bas latin Domnus Martinus, Dom (seigneur, saint) et Martinus, nom indiquant une christianisation de l'époque mérovingienne.
Dammartin s’appelait aussi Dammartin en Pincerais, mais a pris l’appellation de Dammartin-en-Serve en 1881, lors de la création de son bureau de poste.
Le déterminant en-Serve se réfère à la forêt de Serve, autrefois appelée Desserve (Decevre 1222) ou Désœuvre n'existe pratiquement plus, elle est appelée aujourd'hui forêt de Bréval. Serve résulte de la métathèse de [r] dans Sevre, élément issu du latin silva « forêt » mot sporadiquement présent dans la toponymie française du domaine d'oïl cf. Grossœuvre (Eure, Grandis silva 1137/1190 ; Grant suevre 1307) ; Pleine-Sève (Seine-Maritime, Planam silvam 1025), etc.

## Histoire
Dammartin-en-Serve connaît un essor économique important au XVIe siècle grâce à la création d'un grand marché et de deux foires.

## Politique et administration

### Liste des maires
| Période                                  | Période        | Identité            | Étiquette | Qualité                       |
| ---------------------------------------- | -------------- | ------------------- | --------- | ----------------------------- |
| Les données manquantes sont à compléter. |                |                     |           |                               |
| 1866                                     | 1866           | Laguitre            |           |                               |
|                                          |                |                     |           |                               |
| 1912                                     | 1941 (octobre) | François Coënt      |           | Chef d'entreprise (sparterie) |
| 1941 (octobre)                           | 1944 (août)    | Charles Jacob       |           |                               |
| 1944 (août)                              | 1953           | François Coënt      |           | Chef d'entreprise (sparterie) |
| 1953                                     | 1959           | André Coënt         |           | Chef d'entreprise (sparterie) |
| 1959                                     | 1965           | René Fosse          |           |                               |
| 1965                                     | 1975 (avril)   | Michel Gravez       |           | Ophtalmologue                 |
| 1975 (avril)                             | 1977           | Marius Hanote       |           |                               |
| 1977                                     | 1989           | Michel Gravez       |           | Ophtalmologue                 |
| 1989                                     | 2020           | Jean-Claude Astier, |           | Ingénieur aérospatial         |
| 2020                                     | En cours       | Ghislaine Siwick    |           |                               |

### Instances administratives et judiciaires
La commune de Dammartin-en-Serve appartient au canton de Bonnières-sur-Seine et est rattachée à la communauté de communes du pays Houdanais.
Sur le plan électoral, la commune est rattachée à la neuvième circonscription des Yvelines, circonscription à dominante rurale du nord-ouest des Yvelines.
Sur le plan judiciaire, Dammartin-en-Serve fait partie de la juridiction d’instance de Mantes-la-Jolie et, comme toutes les communes des Yvelines, dépend du tribunal de grande instance ainsi que de tribunal de commerce sis à Versailles,.

### Jumelages
Dammartin-en-Serve n'est jumelée avec aucune commune.

### Tendances politiques et résultats
| Scrutin             | Scrutin             | 1er tour | 1er tour | 1er tour | 1er tour | 1er tour  | 1er tour | 1er tour | 1er tour  | 1er tour | 1er tour | 1er tour | 1er tour | 2d tour | 2d tour | 2d tour | 2d tour | 2d tour | 2d tour |
| Scrutin             | Scrutin             | 1er      | 1er      | %        | 2e       | 2e        | %        | 3e       | 3e        | %        | 4e       | 4e       | %        | 1er     | 1er     | %       | 2e      | 2e      | %       |
| ------------------- | ------------------- | -------- | -------- | -------- | -------- | --------- | -------- | -------- | --------- | -------- | -------- | -------- | -------- | ------- | ------- | ------- | ------- | ------- | ------- |
| Présidentielle 2017 | Présidentielle 2017 |          | FN       | 27,47    |          | EM        | 20,27    |          | LFI       | 18,80    |          | LR       | 16,93    |         | EM      | 57,58   |         | FN      | 42,42   |
| Présidentielle 2022 | Présidentielle 2022 |          | RN       | 30,84    |          | LREM      | 22,48    |          | LFI       | 19,90    |          | REC      | 7,99     |         | RN      | 52,65   |         | LREM    | 47,35   |
| Législatives 2022   | 9e                  |          | RN       | 32,29    |          | MoDem-Ens | 23,48    |          | LFI-Nupes | 19,37    |          | LR       | 9,00     |         | RN      | 55,22   |         | MoDem   | 44,78   |
| Législatives 2024   | 9e                  |          | RN       | 46,96    |          | PS-NFP    | 22,07    |          | MoDem-Ens | 17,96    |          | LR       | 6,79     |         | RN      | 57,89   |         | PS      | 42,11   |

## Population et société

### Démographie

#### Évolution démographique
L'évolution du nombre d'habitants est connue à travers les recensements de la population effectués dans la commune depuis 1793. Pour les communes de moins de 10 000 habitants, une enquête de recensement portant sur toute la population est réalisée tous les cinq ans, les populations de référence des années intermédiaires étant quant à elles estimées par interpolation ou extrapolation. Pour la commune, le premier recensement exhaustif entrant dans le cadre du nouveau dispositif a été réalisé en 2008.

En 2022, la commune comptait 1 417 habitants, en évolution de +19,48 % par rapport à 2016 (Yvelines : +2,72 %, France hors Mayotte : +2,11 %).
| 1793 | 1800 | 1806 | 1821 | 1831 | 1836 | 1841 | 1846 | 1851 |
| ---- | ---- | ---- | ---- | ---- | ---- | ---- | ---- | ---- |
| 465  | 541  | 546  | 532  | 580  | 559  | 668  | 680  | 660  |

| 1856 | 1861 | 1866 | 1872 | 1876 | 1881 | 1886 | 1891 | 1896 |
| ---- | ---- | ---- | ---- | ---- | ---- | ---- | ---- | ---- |
| 600  | 570  | 582  | 600  | 631  | 638  | 638  | 662  | 602  |

| 1901 | 1906 | 1911 | 1921 | 1926 | 1931 | 1936 | 1946 | 1954 |
| ---- | ---- | ---- | ---- | ---- | ---- | ---- | ---- | ---- |
| 513  | 586  | 522  | 479  | 468  | 428  | 393  | 407  | 433  |

| 1962 | 1968 | 1975 | 1982 | 1990 | 1999 | 2006 | 2008 | 2013  |
| ---- | ---- | ---- | ---- | ---- | ---- | ---- | ---- | ----- |
| 427  | 454  | 505  | 596  | 708  | 943  | 982  | 993  | 1 108 |

| 2018  | 2022  | - | - | - | - | - | - | - |
| ----- | ----- | - | - | - | - | - | - | - |
| 1 341 | 1 417 | - | - | - | - | - | - | - |

#### Pyramide des âges
En 2018, le taux de personnes d'un âge inférieur à 30 ans s'élève à 40,8 %, soit au-dessus de la moyenne départementale (38 %). À l'inverse, le taux de personnes d'âge supérieur à 60 ans est de 16,4 % la même année, alors qu'il est de 21,7 % au niveau départemental.
En 2018, la commune comptait 696 hommes pour 645 femmes, soit un taux de 51,90 % d'hommes, largement supérieur au taux départemental (48,68 %).
Les pyramides des âges de la commune et du département s'établissent comme suit.
| Hommes | Classe d’âge | Femmes |
| ------ | ------------ | ------ |
| 0,6    | 90 ou +      | 0,5    |
| 2,9    | 75-89 ans    | 3,4    |
| 12,5   | 60-74 ans    | 12,9   |
| 20,8   | 45-59 ans    | 20,6   |
| 20,8   | 30-44 ans    | 23,7   |
| 15,9   | 15-29 ans    | 14,7   |
| 26,4   | 0-14 ans     | 24,2   |

| Hommes | Classe d’âge | Femmes |
| ------ | ------------ | ------ |
| 0,6    | 90 ou +      | 1,4    |
| 6      | 75-89 ans    | 7,8    |
| 13,5   | 60-74 ans    | 14,8   |
| 20,7   | 45-59 ans    | 20,1   |
| 19,6   | 30-44 ans    | 19,9   |
| 18,5   | 15-29 ans    | 16,8   |
| 21,2   | 0-14 ans     | 19,2   |

### Enseignement
La commune dispose d'une école primaire (école maternelle, CP, CE1, CE2, CM1, CM2).

### Sports
Plusieurs infrastructures existent sur la commune :
- un terrain de football (municipal),
- plusieurs terrains de tennis non couverts (municipaux),
- deux centres équestres (privés)[30],[31],
- plusieurs circuits de randonnée balisés accessibles à pied, vélo ou cheval[32].

## Économie
- Le tissu économique est celui d'une ville rurbaine : c'est-à-dire principalement constitué d'activité de services publics (bureau de poste, écoles intercommunales...), de petits commerces (boulangerie, café, pharmacie, quincaillerie, fleuriste...) et d'entreprises artisanales (peinture, maçonnerie...).
- La commune a été le siège social du premier pays d'accueil touristique en région Ile-de-France, appelé le "Pays des Marches d'Yvelines", structure intercommunale qui a existé de 1996 à 2007 dans le but de valoriser patrimoine et économie locale par le tourisme.

## Culture locale et patrimoine

### Lieux et monuments
- Église Saint-Martin, fondée au XIVe siècle sur une chapelle carolingienne, agrandie au XVIe siècle puis restaurée au XIXe siècle à la suite du passage d'une violente tempête en 1823 qui emporta le clocher (restauration terminée vers 1897).
- Anciens contreforts du monastère bénédictin (Moyen Âge).
- Ancien lavoir bâti au XVIIIe siècle au bord du ru d'Ouville grâce au don de Marc-Antoine d'Azémar, seigneur du château des Trois-Fontaines à Montchauvet (l'une des sources alimentant le bassin du lavoir).
- Musée de l'ancienne sparterie, structure municipale fondée en 1994 par Fabien Barrier et gérée par l'association CRHISODES (Centre de recherches historiques et sociologiques de Dammartin-en-Serve)[33] permet de découvrir le patrimoine local (sites naturels, histoire, vestiges archéologiques...)[34].

### Personnalités liées à la commune
- Éloi Charles Fieffé (Dammartin-en-Serve, 21 décembre 1740 - Paris, 16 mai 1807), notaire et homme politique, maire de l'ancien 8e arrondissement arrondissement de Paris (1800-1803) et député de la Seine (1803-1807).
- Georges Bruhat (1887-1945), physicien français, professeur à l'École normale supérieure et à la Faculté des sciences de Paris[réf. nécessaire].
- Paulette Duval (1889-1951), actrice franco-américaine.

### Cinéma
La commune a servi de lieu de tournage à plusieurs films dont :
- Les Caprices de Marie, film de Philippe de Broca de 1970[35].

## Galerie

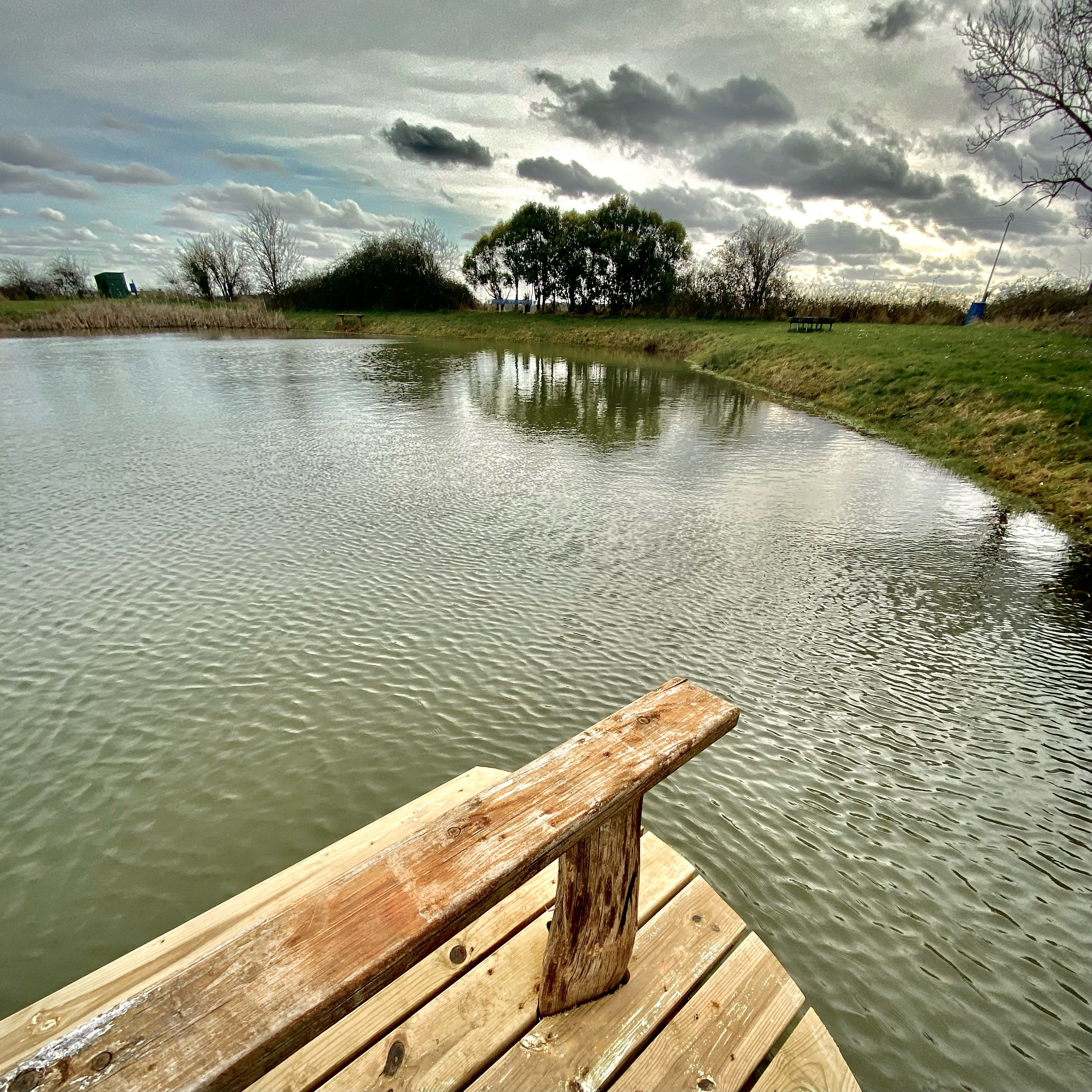
Mare au Prévost.
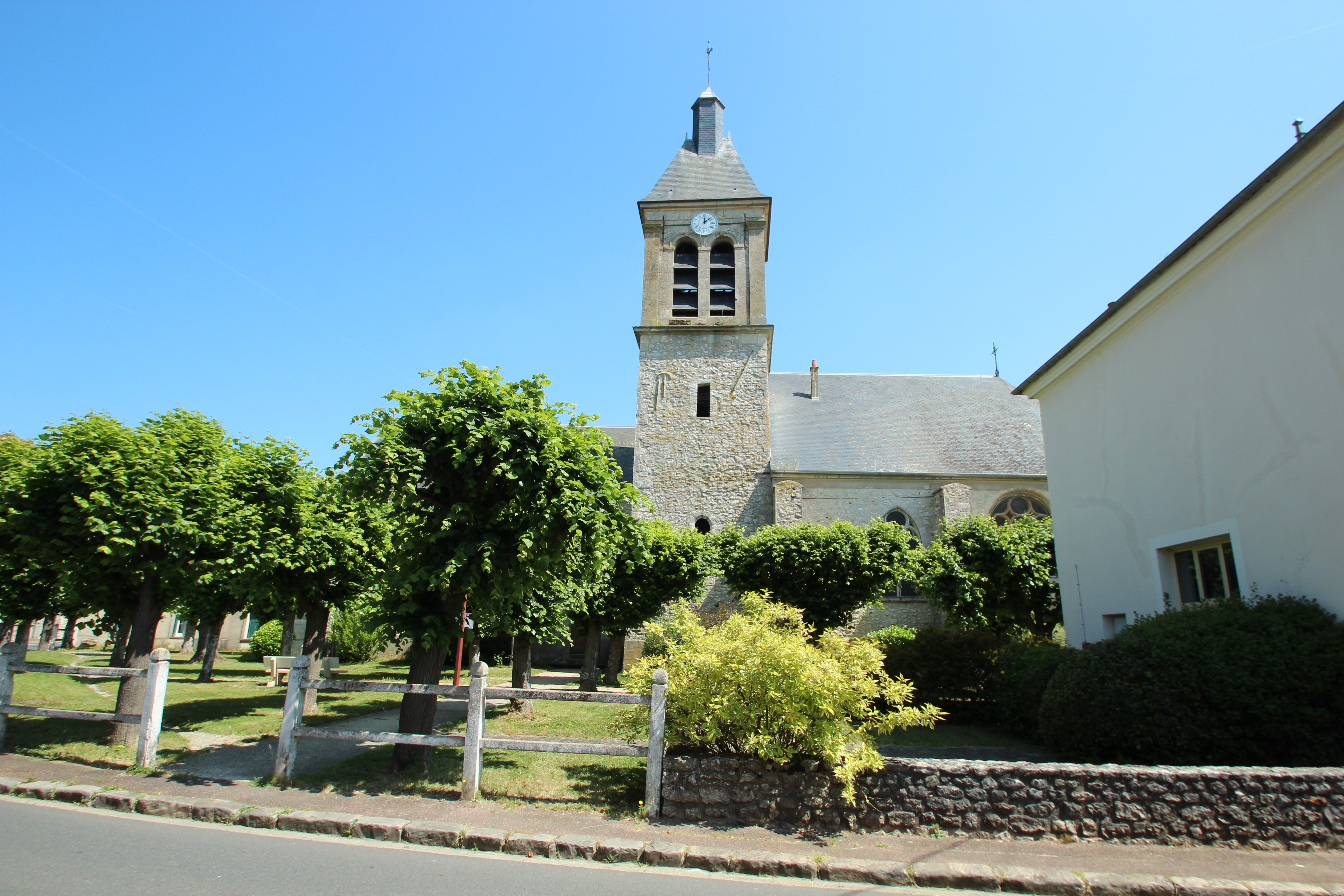
L'église Saint-Martin.
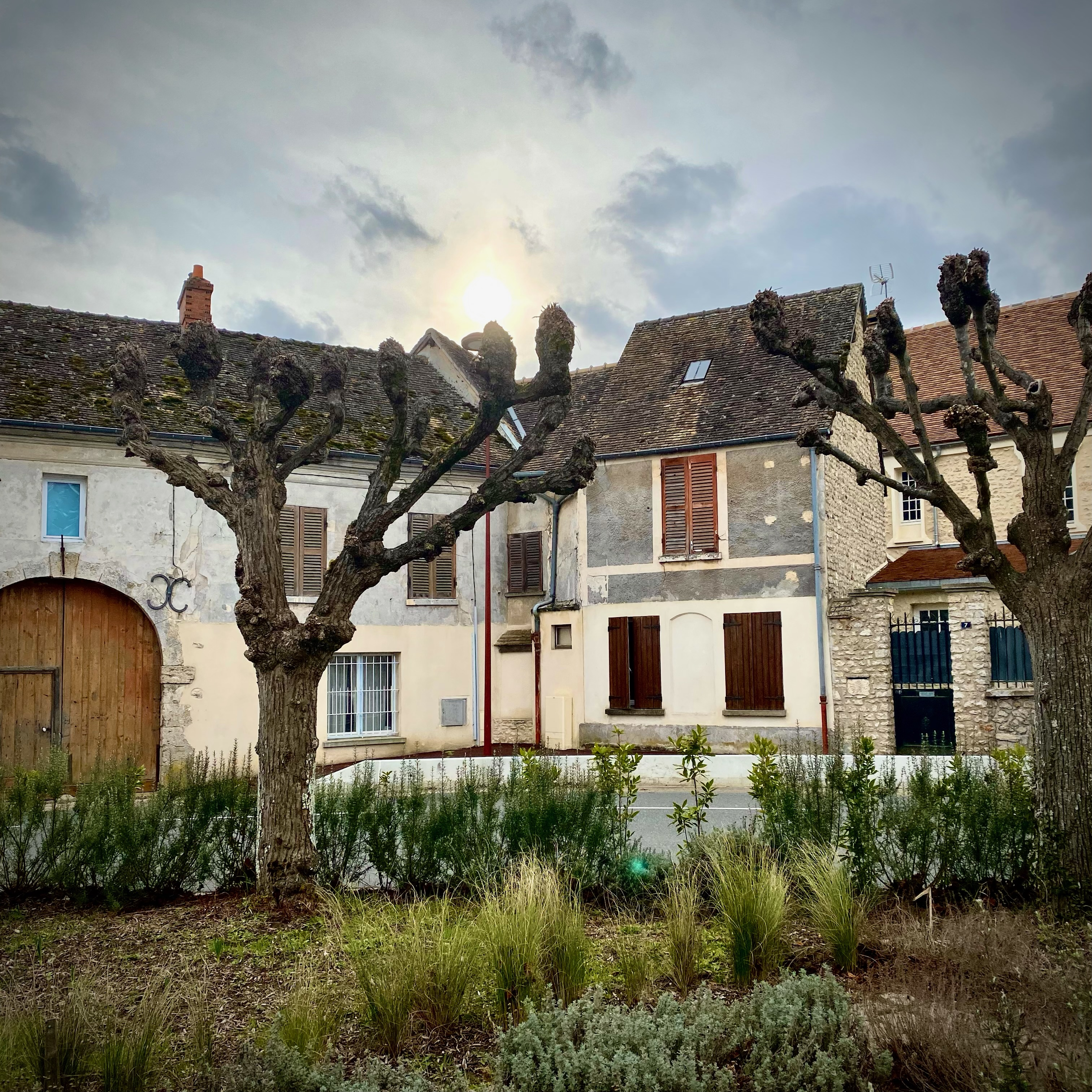
Square de l'église.
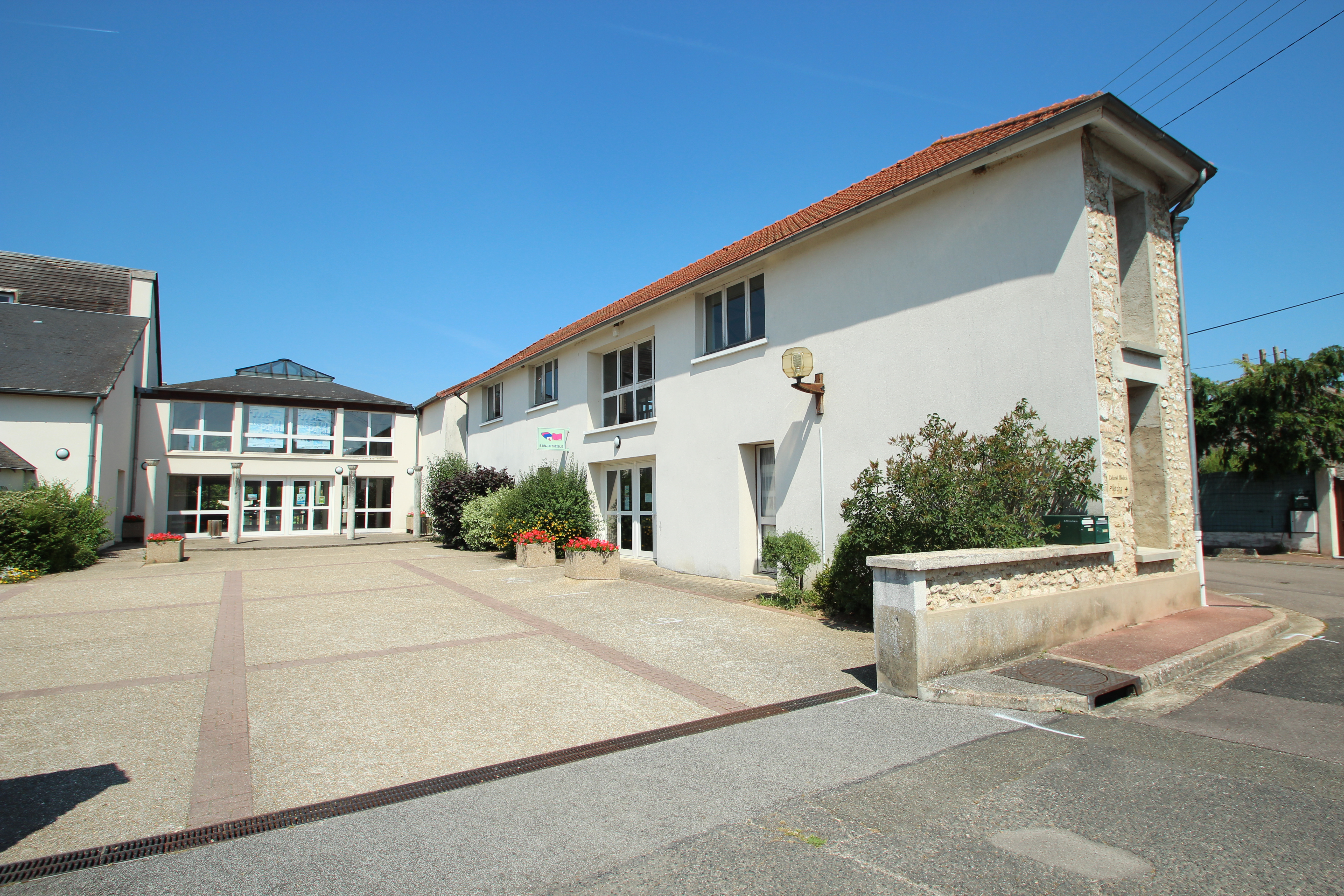
Le musée et la bibliothèque.
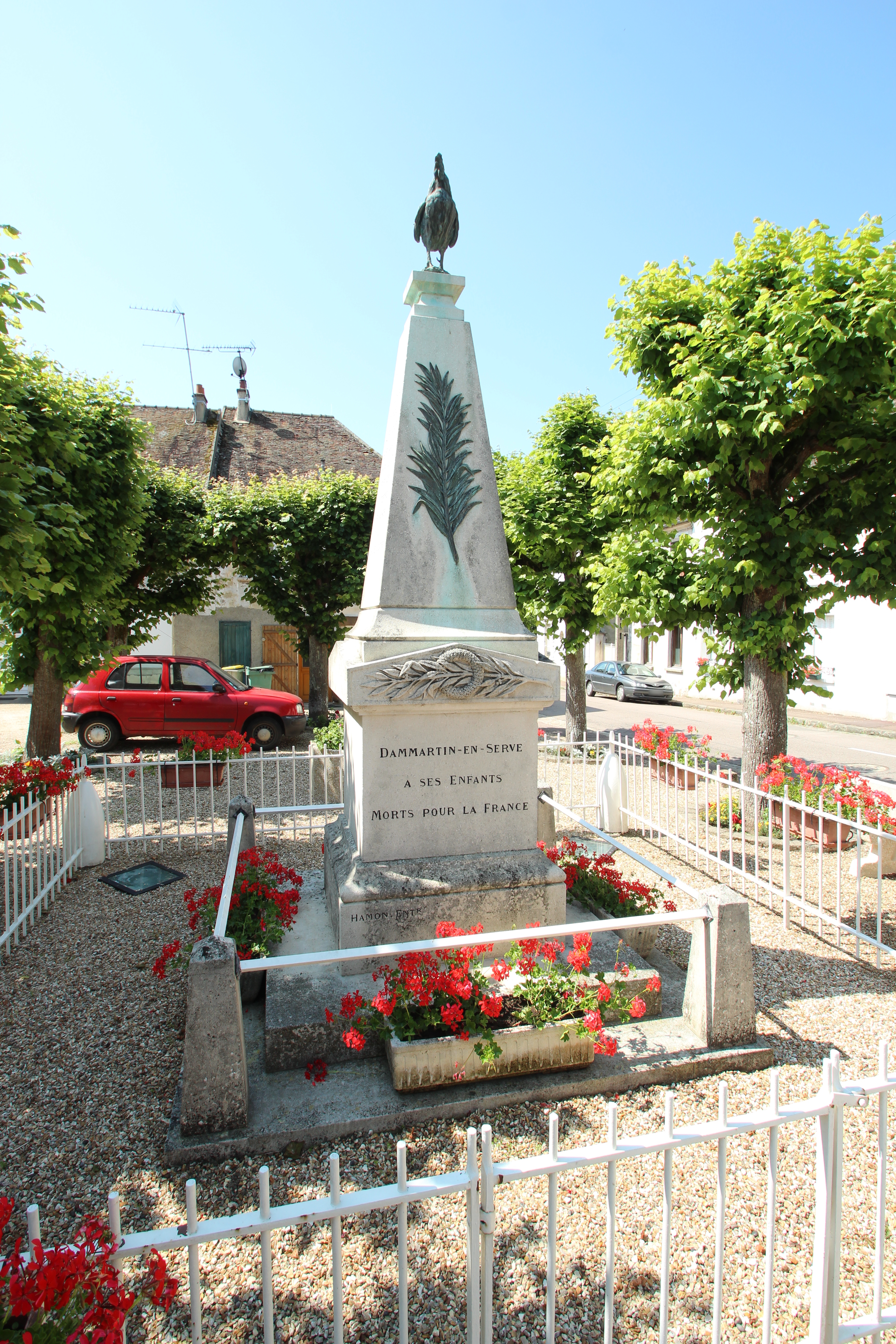
Le monument commémoratif.